# Капур, Арджун
Арджун Капур (хинди अर्जुन कपूर, англ. Arjun Kapoor, род. 26 июня 1985, Бомбей, Индия) — индийский актёр и телеведущий.

## Биография
Арджун родился 26 июня 1985 года в Бомбее, в семье известного продюсера Бони Капур и его жены Моны Шури Капур. Внук продюсера Суриндера Капура. Имеет сестру Аншулу.
Арджун учился в школе Arya Vidya Mandir в Мумбаи до двенадцатого класса, но после провалов на экзамене решил бросить учёбу. В ранние подростковые годы он страдал ожирением и весил 140 кг, позже он говорил, что из-за его состояния он был «неряшлив, сварлив» и «не уверен в себе». Начал работать в кино-индустрии в качестве ассистента режиссёра в фильме «Наступит завтра или нет», затем «Здравствуй, любовь!», а также работал исполнительным продюсером двух фильмов, которые продюсировал его отец: «В водовороте неприятностей» и «Особо опасен». В 2012 году Арджун дебютировал в фильме Хабиба Файсала «Мятежники любви», где он сыграл главную роль вместе с ещё одной дебютанкой Паринити Чопрой. Фильм стал «супер-хитом». Герой Капура Парма Чаухан — шовинистический паршивец, который соблазняет дочку враждующей семьи. Через год Арджун сыграл двойную роль в фильме «Сын своего отца», провалившемся в прокате.
В начале 2014 года вышел фильм «Вне закона», где он сыграл вместе с Ранвиром Сингх и Приянкой Чопра. Фильм имел коммерческий успех в прокате. В том же году вышла в прокат романтическая комедия «2 штата», где он сыграл вместе с Алией Бхатт. Этот фильм имел коммерческий успех. Его последней работой в том году стал фильм на английском языке «В поисках Фэнни». В 2015 году вышел фильм «Спаситель из Агры», где он сыграл привлекательного хулигана Пинту. Этот фильм являлся ремейком телугуязычного фильма «Единственный» и был спродюсирован его отцом, но провалился в прокате.
В 2016 году Арджун вёл седьмой сезон телепередачи Fear Factor: Khatron Ke Khiladi. В том году вышел его фильм «Он и Она», который имел коммерческий успех. В 2017 году вышли два фильма с его участием: «Подруга наполовину», в котором он сыграл в паре с Шраддхой Капур, и Mubarakan, где он сыграл двух братьев близнецов.
По неофициальным данным встречается с Малаикой Арора. Сводный старший брат дочерей Шридеви.

## Фильмография
| Год  |   | Русское название    | Оригинальное название | Роль                      |
| ---- | - | ------------------- | --------------------- | ------------------------- |
| 2012 | ф | Мятежники любви     | Ishaqzaade            | Парма Чаухан              |
| 2013 | ф | Сын своего отца     | Aurangzeb             | Аджай / Вишал             |
| 2014 | ф | Вне закона          | Gunday                | Бала Бхаттачария          |
| 2014 | ф | 2 штата             | 2 States              | Криш Мальхотра            |
| 2014 | ф | В поисках Фэнни     | Finding Fanny         | Савио Да Гама             |
| 2015 | ф | Ярость              | Tevar                 | Гханшьям «Пинту» Шукла    |
| 2016 | ф |                     | Ki & Ka               | Кабир Бансал              |
| 2017 | ф | Подружка наполовину | Half Girlfriend       | Мадхав Джха               |
| 2017 | ф | Совет да любовь     | Mubarakan             | Каранвир / Чаранвир Сингх |